# 克雷瓦洛
克雷瓦洛（西班牙語：Querévalo），是巴拿馬的城鎮，位於該國西部，由奇里基省的阿蘭赫區負責管轄，面積34.5平方公里，海拔高度1米，2010年人口1,751，人口密度每平方公里50.8人。